# Trisetum
Trisetum és un gènere de plantes de la família de les poàcies, ordre de les poals, subclasse de les commelínides, classe de les liliòpsides, divisió dels magnoliofitins.

## Taxonomia
- Trisetum alaskanxum Nash
- Trisetum berteronianum Kunth
- Trisetum brittonii Nash
- Trisetum californicum Vasey
- Trisetum cernuum Trin.
- Trisetum curvisetum Morden & Valdés-Reyna
- Trisetum deyeuxioides (Humb., Bonpl. i Kunth) Kunth
- Trisetum filifolium Scribn.
- Trisetum flavescens (L.) Beauv.
- Trisetum glaciale Boiss.
- Trisetum ludovicianum Vasey
- Trisetum majus Rydb.
- Trisetum montanum Vasey
- Trisetum ovatum (Cav.) Pers.
- Trisetum paniceum (Lam.) Pers.
- Trisetum projectum Louis-Marie
- Trisetum rosei Scribn. & Merr.
- Trisetum sandbergii Beal
- Trisetum scabriusculum (Lag.) Cosson ex Willk.
- Trisetum spicatum (L.) K. Richter
- Trisetum subspicatum (L.) Beauvis.
- Trisetum williamsii Louis-Marie
- Trisetum wolfii Vasey